# Brezje pri Senušah
Brezje pri Senušah is een plaats in Slovenië en maakt deel uit van de gemeente Krško in de NUTS-3-regio Spodnjeposavska. De plaats telde 92 inwoners op 1 januari 2020.